# أمين كاظمي
أمين كاظمي (7 مايو 1988 - ) (بالفارسية: امین کاظمی) هو لاعب كرة يد إيران. لعب مع نادي يزد لوله.